# Прохоров Валентин Андрійович
Валентин Андрійович Прохоров (рос. Валенти́н Андре́евич Про́хоров; нар. 18 вересня 1924, Нікольське, Тамбовська губернія — пом. 22 липня 1983, Воронеж, СРСР) — відомий воронезький топоніміст, історик- краєзнавець, дійсний член Географічного товариства СРСР, радіожурналіст.

## Біографія
Народився 1924 року в селі Нікольське (нині Мордовський район Тамбовської області).
Став працювати керівником редакції «Последних известий» Воронезького державного радіо, і вже тоді почав захоплюватися вивченням топонімів. Спочатку Прохоров збирав назви селищ Воронезької області (перша книга — «Вся Воронезька земля», 1973), потім видав книгу «Напис на карті», де коротко розповів про історію та назви населених пунктів Воронезької, Тамбовської, Липецької, Орловської та Білгородської областей. Він листувався зі старожилами, шукав інформацію в архівах, вів картотеку.
1981 року вийшла окрема книга по Липецькій області — «Липецька топонімія». Через два роки В. А. Прохоров помер.
Планується перевидання книги «Вся Воронезька земля».

## Основні публікації
- Прохоров В. А.  / Худож. А. В. Зайцева. — Воронеж : Центр.-Чернозем. кн. изд-во, 1973. — 368 с. — 10000 прим. Архівовано з джерела 20 листопада 2021
- Прохоров В. А.  / Худож. В. А. Пресняков. — Воронеж : Центр.-Чернозем. кн. изд-во, 1977. — 192 с. — 25000 прим. Архівовано з джерела 20 листопада 2021
- Прохоров В. А.  — Воронеж : Центр.-Чернозем. кн. изд-во, 1981. — 160 с. — 10000 прим. Архівовано з джерела 20 листопада 2021